# Liturgusa mesopoda
Liturgusa mesopoda es una especie de mantis de la familia Hymenopodidae.

## Distribución geográfica
Se encuentra en  Brasil y en la Guayana francesa.